# Vöhlinschloss

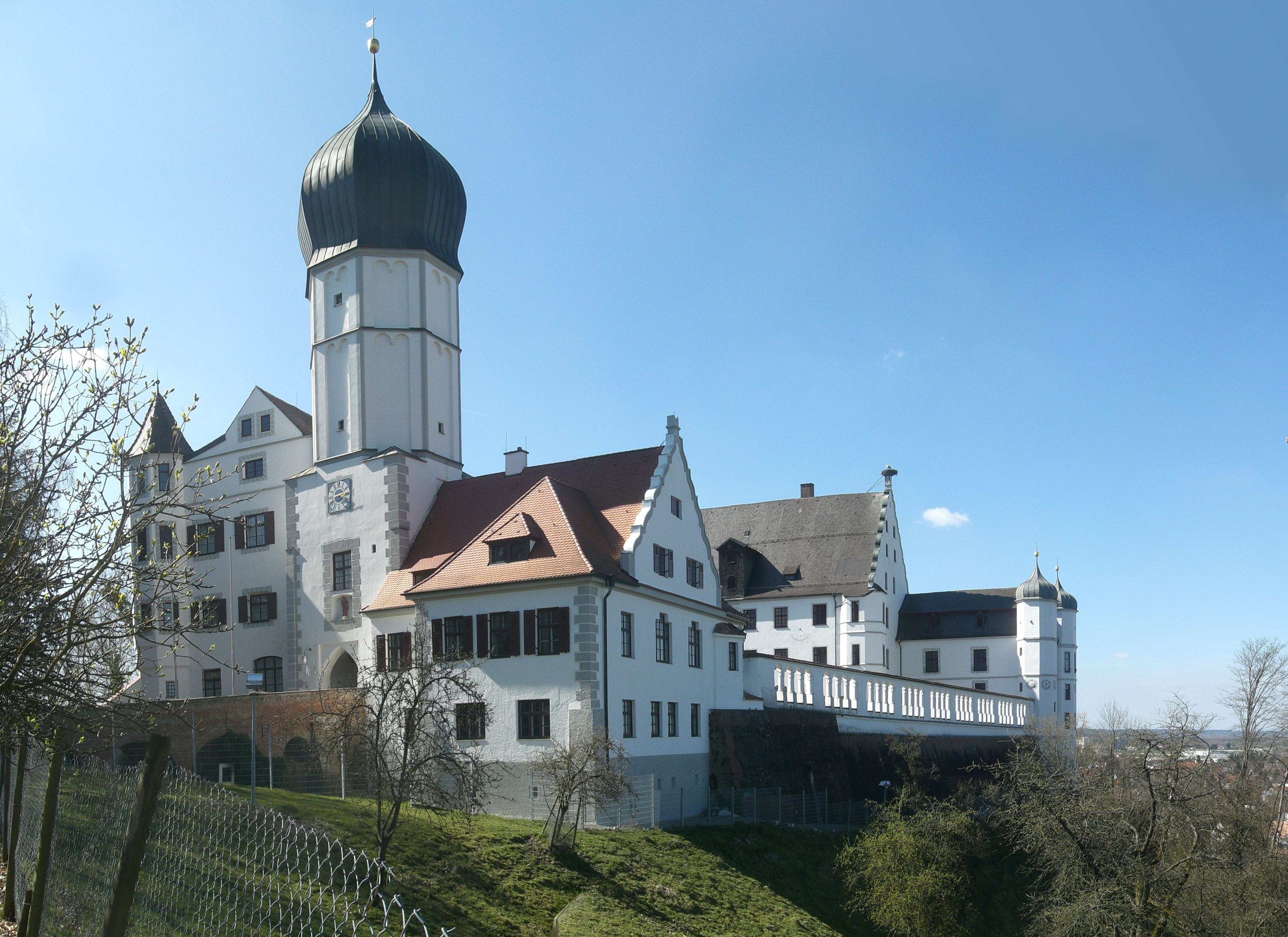
Panoramaaufnahme des Vöhlinschlosses in Illertissen aus östlicher Richtung

Das Vöhlinschloss befindet sich in beherrschender Lage oberhalb der Stadt Illertissen im Landkreis Neu-Ulm. Das neuzeitliche Schloss ist der Nachfolgebau der hochmittelalterlichen Burg Tissen und ist heute Sitz zweier Museen, des Bayerischen Bienenmuseums und des Museums Illertissen. Außerdem dient das Hochschloss als Tagungszentrum für die schwäbischen Hochschulen. Der Französische Anbau mit dem restaurierten Barocksaal dient Veranstaltungen wie Konzerten und freien Trauungen. Gleiches gilt für die kleine Barockkapelle.

## Geographische Lage
Der vielgestaltige Schlosskomplex befindet sich auf einem kleinen Geländesporn, der am westlichen Rand aus dem in Nord-Süd-Richtung verlaufenden, talbegrenzenden Höhenzug (Iller-Lech-Platte) nach Nordwesten in das Untere Illertal ragt. Außer nach Südosten (Richtung Schlossbrücke) fällt der Geländesporn nach allen Seiten etwa 30 Meter steil ab, so dass das Schloss aus dem Illertal weithin sichtbar ist. Die einzige befahrbare Straße zum Schloss führt über die Schlossallee aus östlicher Richtung, wobei diese kurz vor Erreichen des Schlossgrabens in Richtung Nordwesten schwenkt. Zusätzlich gibt es zwei mit Treppen versehene Fußgängersteige im Westen zur Bräuhausstraße und im Osten zur Vöhlinstraße.

## Baubeschreibung

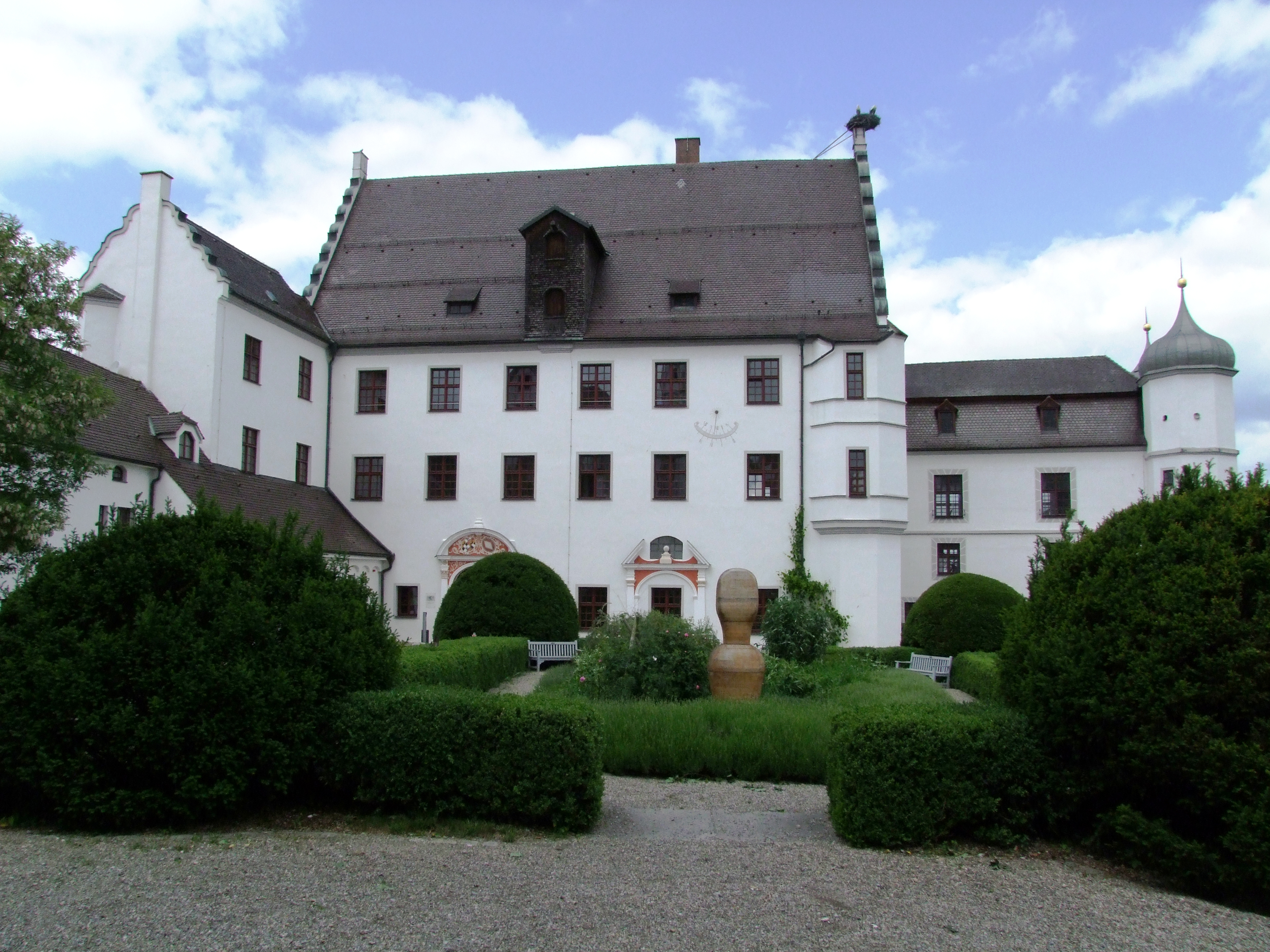
Innenhof des Vöhlinschlosses in Illertissen

Der Schlosskomplex hat eine unregelmäßige, längsrechteckige Form, wobei nur die nordöstliche Längsseite unbebaut ist, die durch eine Arkadengalerie begrenzt wird und sich in Richtung Nordwesten etwas aufweitet. Der ehemalige Schlossgraben wird durch die etwas ansteigende, 1705 erbaute und 1826/27 erneuerte Schlossbrücke überwunden und führt zum Schlosstor, über dem der achteckige Schlossturm aus dem 15. Jahrhundert thront. Südwestlich schließt sich das Vordere Schloss an, ein dreigeschossiger Satteldachbau, der um 1595 erbaut und 1830 verändert wurde. An seiner Nordwestseite befindet sich die aus dem 15. Jahrhundert stammende Schlosskapelle.
An der nordwestlichen Seite befindet sich das weithin im Illertal sichtbare Hintere Schloss, ein dreigeschossiger Satteldachbau mit Traufgesims. Das Schloss wurde nach dem Brand von 1549 wiederhergestellt und 1705/30 umgestaltet. Daran schließt sich der dreigeschossige, aus der ersten Hälfte des 18. Jahrhunderts stammende und mit einem Mansarddach versehene Französische Bau an, der an seiner Nordostseite durch zwei polygonale Erkertürme umrahmt wird. Hierin befinden sich als repräsentative Räume der Barocksaal, der für kulturelle Veranstaltungen genutzt wird und die Vöhlinstube. Das historische Kellergewölbe entstand im 14. Jahrhundert und stellt den ältesten erhaltenen Teil des Schlosses dar.

## Geschichte

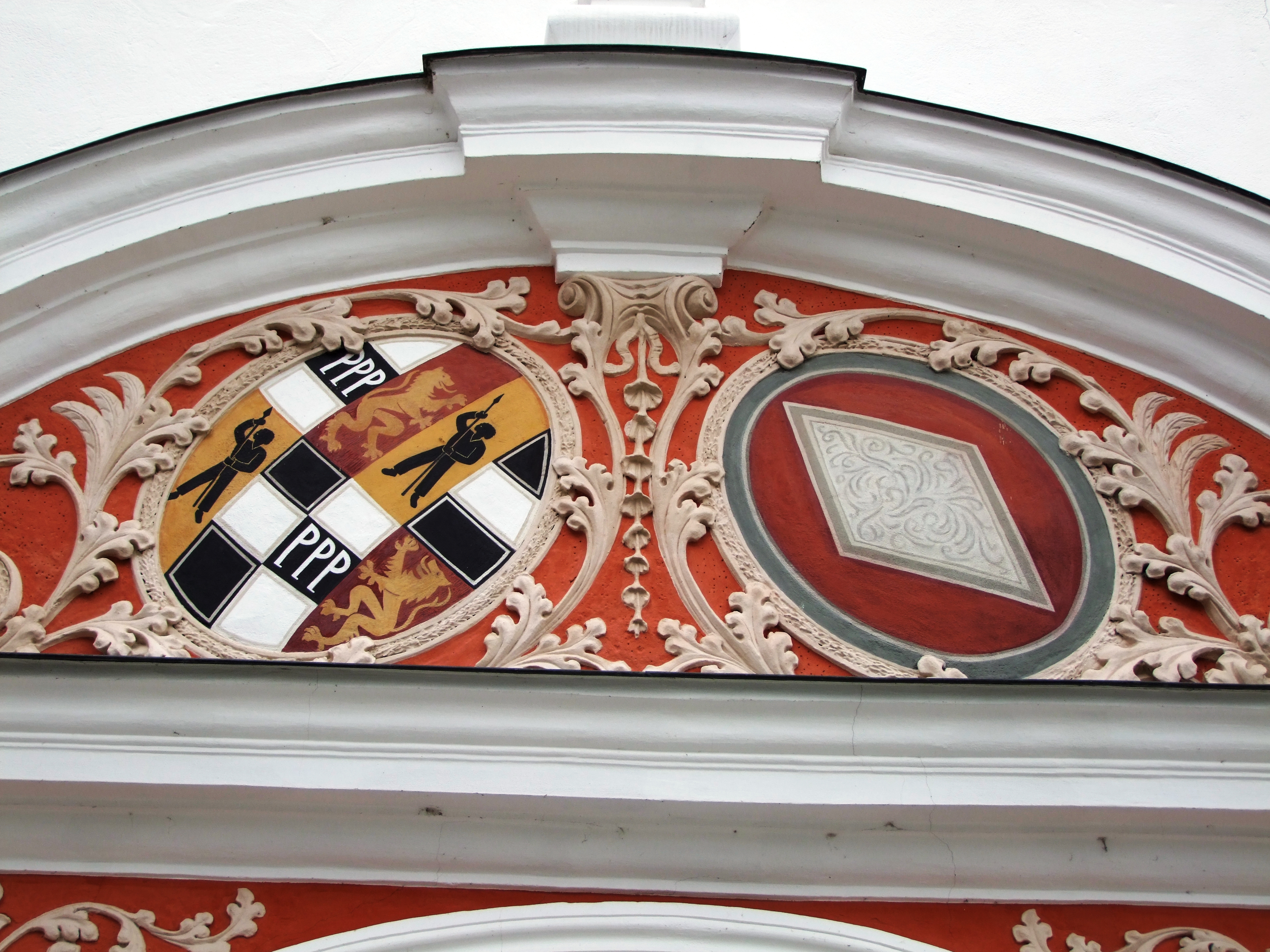
Wappen am Haupteingang

Die hervorgehobene Lage wurde bereits frühzeitig zur Anlage der Burg zu „Tüssen“ genutzt, die sich im 12. und 13. Jahrhundert sowie von 1339 bis 1510 im Besitz des Grafen von Kirchberg befand. Nach mehreren Besitzwechseln zu Graf von Montfort und zu Ritter Schweikhard von Gundelfingen erwarb im Jahr 1520 die Memminger Patrizierfamilie Vöhlin die Burg. Erhard II. aus der Frickenhauser Linie erbaute von 1526 bis 1529 das Hintere Schloss. Nach dem Brand von 1549 wurde es in seiner heutigen Form wiederaufgebaut. Im Dreißigjährigen Krieg wurde das Schloss schwer verwüstet. Nach 236 Jahren endete die Vöhlinherrschaft durch Insolvenz, weswegen im Jahre 1756 Kurfürst Max Joseph von Bayern das Schloss und die Herrschaft Illertissen übernahm. Im Zuge der Napoleonischen Kriege kam diese 1803 zum Kurfürstentum Bayern und 1806 zum Königreich Bayern.
Nach dem Zweiten Weltkrieg wurde das Schloss Sitz des Finanzamtes, des Amtsgerichtes und des Landratsamtes des ehemaligen Kreises Illertissen. Nach der Auflösung dieses Landkreises im Jahr 1976 verblieb das Amtsgericht noch bis 2009 als Zweigstelle des Amtsgerichts Neu-Ulm im Schloss. Seit 2010 wird das Hintere Schloss als gemeinsames Tagungszentrum der Hochschulen Augsburg, Kempten und Neu-Ulm genutzt.
Im Jahr 1983 zog das Illertisser Heimatmuseum in das Vordere Schloss ein. Dort wird seither mit über 500 Exponaten die Geschichte der Familie Vöhlin, des unteren Illertals und der Stadt Illertissen gezeigt. Im selben Gebäude befindet sich auch seit 1983 das Bienenmuseum, das aus der Sammlung von K.A. Forster entstand und das die Rolle der Biene seit dem Altertum sowie die pharmazeutische Bedeutung des Bienengiftes aufzeigt.